# Itineris
Itineris était le nom du service de téléphonie mobile GSM de France Télécom Mobiles (FTM).

## Historique
Le 1er juillet 1992, la Direction des radiocommunications mobiles (DRM) de France Télécom lance le premier opérateur de téléphonie mobile, à la norme de 2e génération GSM.
En 1994, Itinéris signe un accord de distribution avec Avenir Télécom.
En décembre 1998, Itineris couvrait 97 % de la population française avec 7 700 antennes relais et comptait 5,5 millions de clients, soit 49,6 % de parts de marché.
Le marché de la téléphonie mobile explose : un an plus tard, en décembre 1999, Itineris bat son record de ventes mensuelles avec 1,2 million de nouveaux clients, atteignant ainsi plus de 10 millions de clients.
En mai 2000, France Télécom rachète à Vodafone le groupe britannique Orange initialement créé par le conglomérat asiatique Hutchison Whampoa, opérateur de téléphonie mobile dans 20 pays, qui compte 6 millions de clients. La transaction, achevée en août 2000, s'élève à peu près à 40 milliards d'euros.
À la fin 2000, Orange compte plus de 8 millions de clients au Royaume-Uni (~24 % de parts de marché), tandis qu'Itineris en compte 14,3 millions en France (toujours 49,6 %).
Le 21 juin 2001, les services Itineris, OLA, Mobicarte de France Télécom Mobile et les services d'Orange UK fusionnent pour devenir ceux de la filiale Orange.

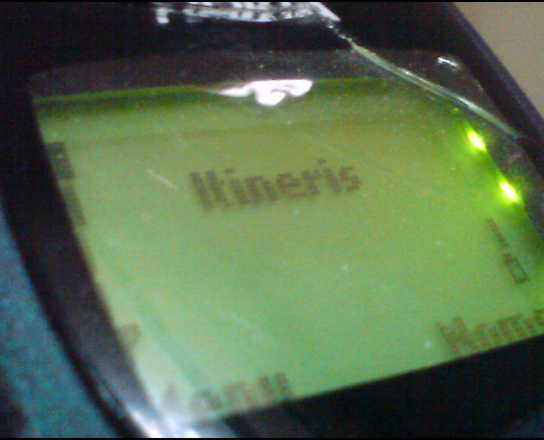
Téléphone mobile affichant Itineris

## Dans la culture populaire
Dans le film Astérix et Obélix : Mission Cléopâtre, sorti en 2002, Isabelle Nanty joue Itinéris, syndicaliste, dont l'élocution souffre des micro interruptions familières aux usagers du téléphone mobile à cette époque. 